# Dendrobium sociale
Dendrobium sociale är en orkidéart som beskrevs av Johannes Jacobus Smith. Dendrobium sociale ingår i släktet Dendrobium, och familjen orkidéer. Inga underarter finns listade i Catalogue of Life.